# Bürgermeister-Stroof-Haus

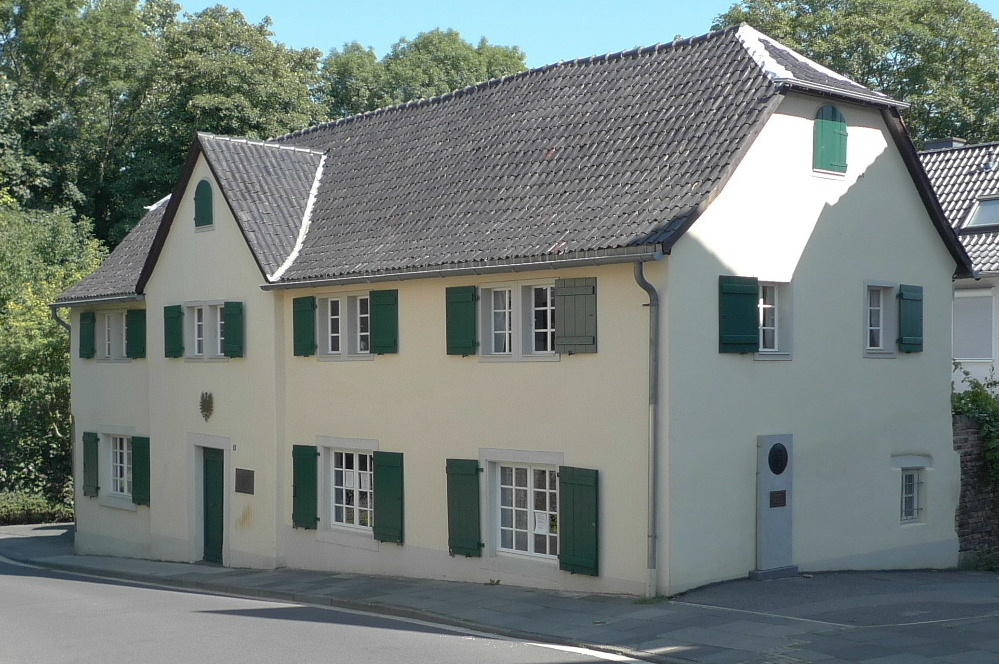
Haus Stroof, Ansicht von Süden (2010)

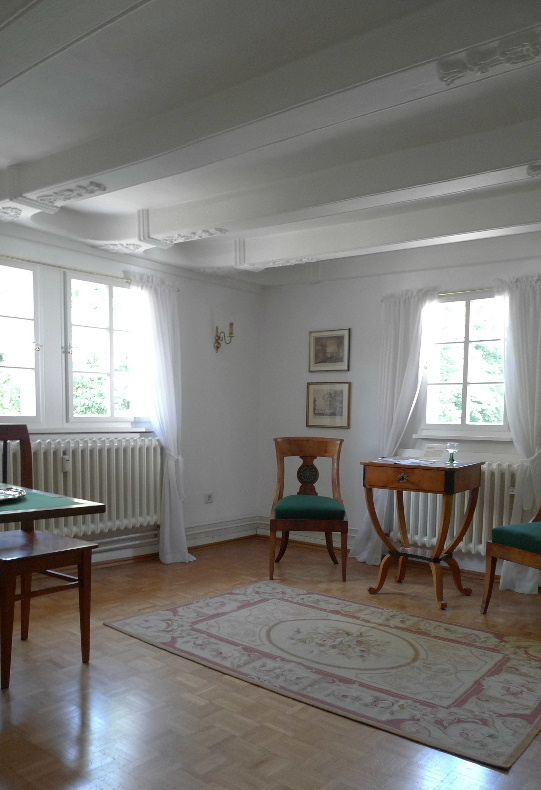
Blick in den Kleinen Salon im Obergeschoss

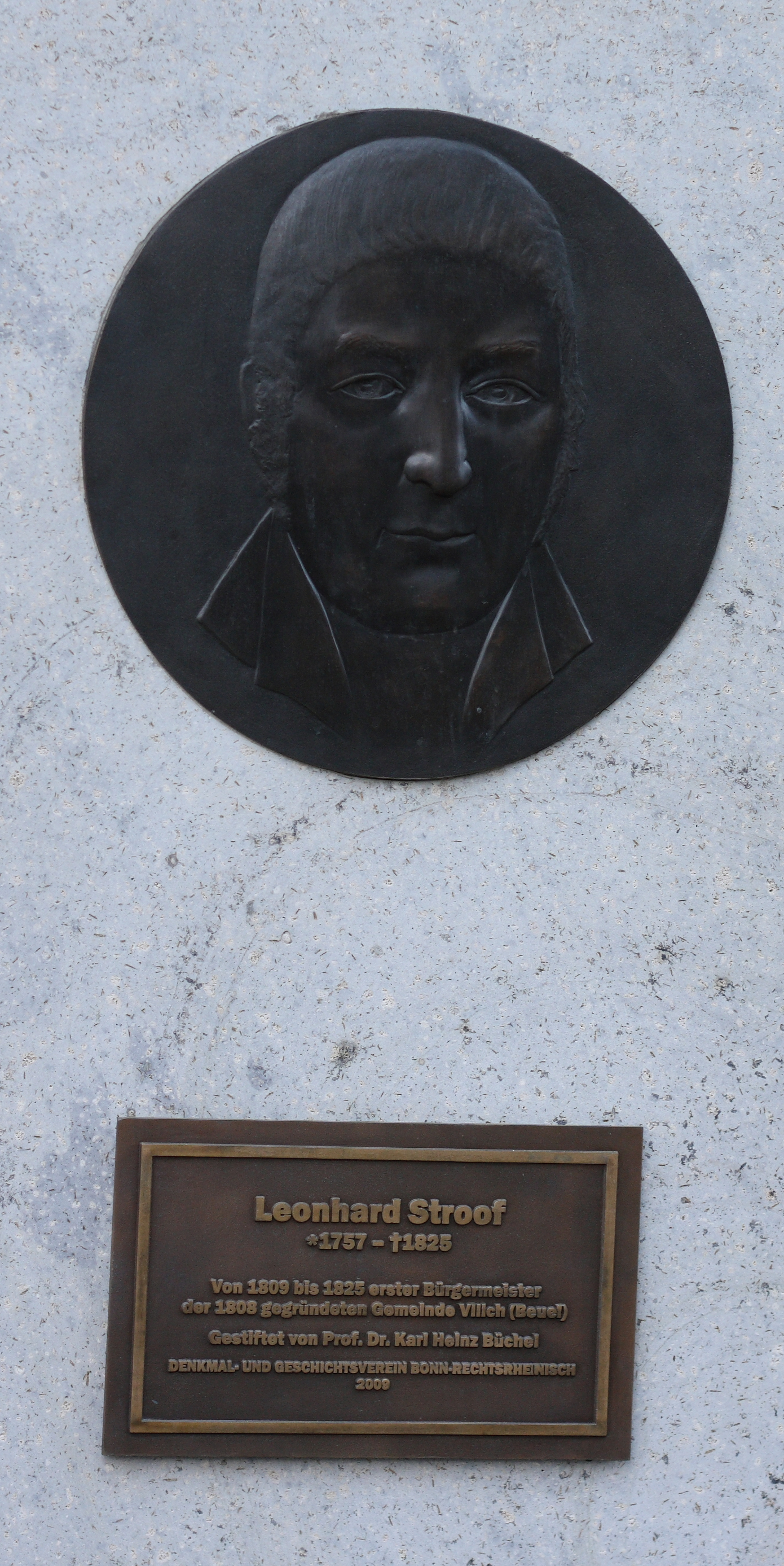
Gedenkstele für Leonhard Stroof an der südlichen Giebelseite

Das Bürgermeister-Stroof-Haus (auch Stroof’sches Haus oder Haus Stroof) war das Wohnhaus und damit der Amtssitz des ersten Vilicher Bürgermeisters Leonhard Stroof (1757–1825); erst 1896 wurde der Amtssitz nach Beuel verlegt. Es steht wegen seines rheinischen Fachwerks und als „ungewöhnliches Architekturzeugnis der Bonner Region“ als Baudenkmal unter Denkmalschutz.

## Lage
Das Gebäude liegt in der Adelheidisstraße 3/Ecke Am Burgpark am südlichen Ende des Parks der Burg Lede.

## Geschichte
Bereits vor 1500 muss an der Stelle des heutigen Hauses bereits ein Haus oder Wohnturm existiert haben, wie der mittelalterliche Keller und Grundmauern beweisen. Der Kernbau des heutigen Hauses stammt aus der Zeit um 1700 und war ein dreiachsiger Fachwerk-Bau. Der Erbauer ist unbekannt. Um 1780 ging die Hofanlage (eventuell durch Heirat) an die Eheleute Stroof über. Um 1800 ließ Leonhard Stroof (1757–1825) dem Haus an der Südseite eine vierte Achse hinzufügen und alte Mauerreste aus Bruchstein miteinbeziehen, außerdem das Gebäude in Fachwerk aufstocken. Das Haus erhielt seine heutige Gestalt.
Als 1808 die Gemeinde Vilich als Munizipalität im 1806 errichteten Großherzogtum Berg gebildet wurde, ernannte man Leonhard Stroof zum Bürgermeister und er behielt sein Amt auch, als die Region 1815 an Preußen fiel. Das Wohnhaus wurde auch zum Amtshaus. Nach dem Tode Stroofs 1825 blieb das Haus im Eigentum seiner Nachfahren. Seine Amtsnachfolger führten, solange der Amtssitz in Vilich war (bis 1896), allesamt die Amtsgeschäfte im dortigen Eschenhof. 
Im 19. Jahrhundert erhielt das Wohnhaus mehrere Wirtschafts- und Nebengebäude, die erst in den 1960er und 1970er Jahren abgerissen wurden. Auf den freigewordenen Flächen wurden Wohnhäuser errichtet. 1939 ging das Haus in den Besitz der Familie Bell über, die aus der Eifel gekommen war. Ab 1972 stand das Haus dann leer und verfiel. 1979 wurde der Gebäudekomplex bei einem Unfall schwer beschädigt, als ein Bus bei Glatteis in die Nordwestecke des Gebäudes rutschte. 1985 erwarb die Stadt Bonn das Gebäude und reparierte es notdürftig. Von 1988 bis 1990 wurde das Stroof’sche Haus dann saniert und restauriert. Von 1990 bis 2007 diente das Obergeschoss als Privatwohnung, der untere Teil als musealer Raum.
Seit 1. September 2009 nutzt der Denkmal- und Geschichtsverein Bonn-Rechtsrheinisch das Gebäude als Forschungs- und Bildungsstätte für die regionale Geschichte.

## Architektur
Der Bau ist in spätbarocken Formen ausgeführt und besitzt ein Krüppelwalmdach. Der Eingang liegt auf der Straßenseite in einem Mittelrisalit. Die Fenster sind durch Steingewände und Fensterläden betont, das Gebäude ist vorne und an den Seiten verputzt, die Hofseite ist unverputzt und das Fachwerk hier sichtbar. An den beiden Giebelseiten kragt das Haus im Obergeschoss leicht vor, ebenso an der Hofseite. Das Dach ist in traditioneller Weise mit Hohlziegeln und Strohdocken gedeckt. Dachstuhl und Fachwerkgebälk sind, dem bauzeitlichen Standard in der Region entsprechend, aus Eichenholz.
Das Innere des Gebäudes ist im Stile des Biedermeier gehalten und eingerichtet. Sehenswert sind die barocken Kölner Decken, die im „Kleinen Salon“ im Obergeschoss ein florales Dekor besitzen. Die Wände sind zum Teil mit farbiger geometrischer Schablonenmalerei aus dem 19. Jahrhundert verziert, die allerdings heute nur an wenigen Stellen sichtbar ist. Die ganzheitliche Ausmalung des Hauses, jeder Raum in einem anderen Muster, gilt für ländliche Bauten dieser Zeit im Rheinland als äußerst ungewöhnlich. Die ehemalige Amtsstube ist mit einer barocken Wandvertäfelung verkleidet. 
Erhalten ist auch die Küche mit ihrem Trachyt-Steinplattenbelag und der gemauerten Wand mit Feuerstelle und Rauchfang. In den Keller führte eine enge Wendeltreppe (jetzt zugemauert). In einem Nebenraum des Erdgeschosses befindet sich als weitere Besonderheit ein bisher nur im oberen Teil freigelegter großer Brunnenschacht. 
Nicht mehr alle Fußböden sind im Original erhalten. Neben Türen und Außenfenstern, die 1990 erneuert werden mussten, wurde im „Kleinen Salon“ im Obergeschoss ein neues Parkett verlegt, darunter blieb allerdings der alte Boden erhalten. 2012 war geplant, diesen innerhalb einiger Jahre wieder freizulegen.
Auch die Haupttreppe des Hauses aus Buchenholz stammt nicht mehr aus der Bauzeit Anfang des 19. Jahrhunderts, sondern wurde im Gründerzeit-Stil um 1890 eingefügt und ersetzte eine Spindeltreppe aus Eichenholz.